# Wiestalstausee
Der Wiestalstausee ist ein Stausee im namensgebenden Wiestal in den Salzkammergut-Bergen im Gebiet der österreichischen Gemeinden Puch bei Hallein, Ebenau und Adnet. Er dient als Speicher für das Speicherkraftwerk Wiestal (28 MW) der Salzburg AG. 
Der Wiestalstausee verfügt, bei einem Stauziel von 554,6 m ü. A., über ein Speichervolumen von 7,5 hm³ und wird vom Almbach gespeist. Er und seine Umgebung sind seit 1960 als Landschaftsschutzgebiet in Salzburg ausgewiesen.
Der oberhalb der Wiestalklamm befindliche Stausee wurde 1909 bis 1913 durch den Bau einer 28 m hohen Gewichtsstaumauer mit einer 66 m langen, gekrümmten Krone errichtet. Mit einer Oberfläche von 120 ha handelt es sich dabei um den größten Stausee, der in der österreichisch-ungarischen Monarchie gebaut wurde. Ursprünglich wurden er und das Kraftwerk zur Versorgung des damaligen Inselnetzes der nahen Stadt Salzburg und ihrer Umgebung errichtet.